# タイニー・ブロードウィック
ジョージア・アン・”タイニー”・トンプソン・ブロードウィック(Georgia Ann “Tiny” Thompson Broadwick 1893年4月8日-1978年)はアメリカのスカイダイバーの先駆者であり、パラシュートのリップコードを発明した人でもある。ジョージア・ブロードウィック、ジョージア・ジェイコブス、ジョージア・ブラウンの名でも知られている。

## 来歴
1893年4月8日にジョージとエマ・ロス夫妻の間に7人の娘の末っ子として生まれた。生まれた当時は3ポンドしか体重がなかった。大人になっても身長が150cm(5フィート)で体重が39kg (85ポンド)であったことから、「タイニー」というあだ名をつけられていた。12歳の時に結婚し、13歳のときに子供、ベーラ・ジェイコブス(1906-1985)を出産した 。
しかしのちに夫と別れ、子育てのために父親の牧場で働き始めた。15歳の時、ステート・フェアを訪れた際にチャールス・ブロードウィックのパラシュートショーを見て感激し、チャールズ本人に直訴し、愛娘を両親に託して、カーニバルの一員となる。当時の社会的風潮では、女性が一人で男性と旅を共にすることは不適切とみなされていたため、のちにタイニーはチャールズの養女となり、さらに時には妻としても見られていた。最初は飛行機からではなく、熱気球からのパラシュートを行っていた。
「ドル・ガール」として知られた彼女は養父によってデザインされたパラシュート、別名「ライフ・プレザーバー」を身につけながらスカイダイビングやスタントを演じ始めた。1908年12月28日、初めて彼女は熱気球からのジャンプを成功させた。ステート・フェアやカーニバル・公園などでのパフォーマンスを続けながら、彼女とその一家は旅を続けた。
1913年7月21日ロサンゼルスにて、彼女は女性として初めて飛行機からのジャンプを成功させた。ただ、前年の9月16日の週でも、彼女はシカゴのグラント・パークで開かれていた博覧会にて、偉業達成時と同じくグレン・L・マーティンの操縦する飛行機からのジャンプを2度成功させていた  。これらキャリア初期のころの業績には、1914年に、ロサンゼルスのグリフィス・パークにて1000ftの高度から成功させたジャンプも含まれている。この時は、操縦していたマーティン自身によって組み立てられた飛行機からのジャンプであった。さらに、彼女は女性として初めて水面へのスカイダイビングを行った。
1914年、彼女はアメリカの陸軍に向けてパラシュートの実演を行った。当時のアメリカ陸軍はパイロットが緊急時に飛行機から脱出できない問題に直面していた一方で、パラシュートの導入には消極的であった。4回の実演のうち1回のジャンプでは、自動索が飛行機の一部に絡んでしまい、自動でパラシュートを取り出すことができなくなってしまった。そのため、次のジャンプでは、絡まった自動索を切断して自らの手でパラシュートを開きジャンプを成功させたことから、初めてフリーフォールからジャンプを成功させた人となった。

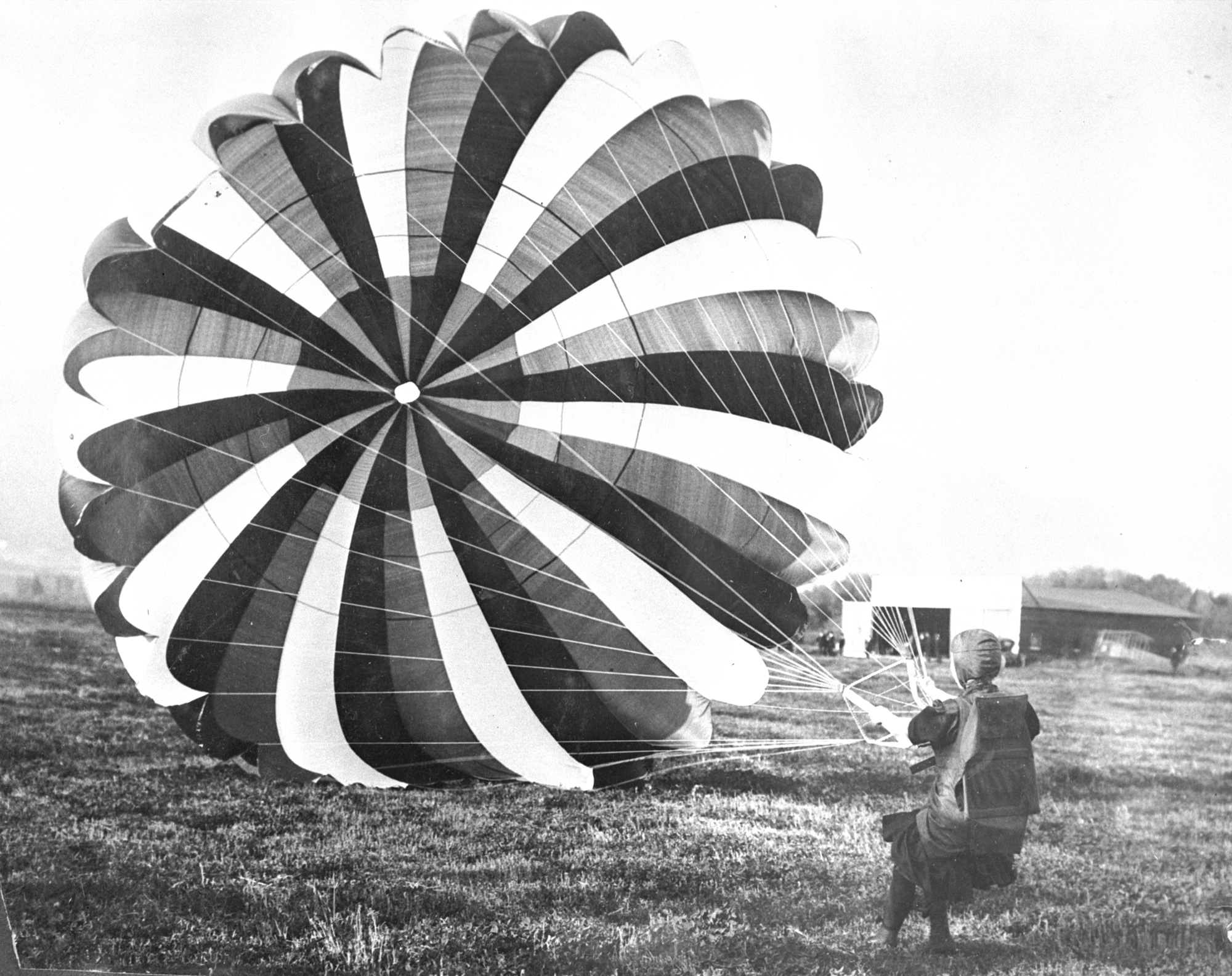
パラシュートを持つタイニー

私生活では、1912年にアンドリュー・オルセンと結婚するもすぐに離婚、さらに1916年にハリー・ブラウンと再婚したことをきっかけに、一度はスカイダイビングから距離を置いたが、4年後に離婚してしまったことから、再びスカイダイビングに復帰し、2年後の1922年に引退するまでジャンプを成功させ続けた。キャリアを通じて1100回以上ジャンプを成功させたこともあり、パイロットではなかったのにもかかわらず、アメリカの航空技術の黎明期に貢献したパイロットを称える「Early Birds of Aviation」の数少ない女性会員の一人として称えられている。
タイニーはその後、「You Bet Your Life」のエピソード55-07、「To Tell the Truth」、「Mysteries at the Museum season 11, episode 33」に出演した。1978年にカリフォルニア州にて没。ノースカロライナ州ヘンダーソンのサンセット・ガーデンズに埋葬されている。

## レガシー
彼女の功績をたたえ、出身地のノースカロライナ州ではバンス郡のヘンダーソン・アウター・ループ・ハイウェイの一部が彼女の名前にちなんで名付けられている。加えて、カリフォルニア州ランチョ・ドミンゲスのブロードウィック・ストリート(Broadwick Street)は彼女を称えて付けられている。